# Reserva nacional de vida silvestre amazónica Manuripi
La Reserva nacional de vida silvestre amazónica Manuripi es un área protegida de Bolivia, ubicada en la Amazonía boliviana. Tiene una superficie de 7.470 km² y fue creada el 20 de diciembre de 1973. Esta área protegida tiene como objetivo proteger el ecosistema de bosque tropical húmedo amazónico, las cuencas hidrográficas, especies de flora y fauna. Además de promover el aprovechamiento integral y sostenible de los recursos silvestres. Se encuentra ubicada dentro de los municipios de Puerto Rico y Filadelfia, de la provincia de Manuripi en el departamento de Pando.
Los principales río son Manurupi, Madre de Dios y Tahumanu. En flora alberga castaña, mara, cedro, siringa, variedad de palmeras entre otros. En fauna alberga jaguares, pumas, capibaras, variedad de monos, osos, sapos, ranas, serpientes, tortugas, lagartijas, caimanes, 1000 especies de aves y variedad de peces. Es también hábitat de los pueblos indígenas tacanas, pacahuaras, iñaparis y araonas.

## Historia
La reserva se creó el 20 de diciembre de 1973, mediante el Decreto Supremo 11252, con el nombre de Reserva Nacional Amazónica del Manuripi-Heath.
En 1992 se llevó a cabo un estudio integral para la reestructuración de la reserva, financiado por el programa PL-480 a través de Liga de Defensa del Medio Ambiente (LIDEMA) para la Corporación Regional de Desarrollo de Pando (CORDEPANDO). Este estudio incluyó un primer plan de desarrollo y reorganización del área protegida. Posteriormente, en 1996, con la finalización de la formulación del Plan de Uso del Suelo (PLUS) del departamento de Pando, se recomendó la reducción de la superficie de la reserva, que en ese momento abarcaba aproximadamente 1.892.000 hectáreas (ha). Como resultado, en 1997, la Dirección Nacional de Conservación de la Biodiversidad encargó un estudio para redefinir sus límites y recategorizar el área.
En abril de 1998, la organización HERENCIA y la Universidad Amazónica de Pando presentaron los resultados del estudio de recategorización, en el que se propuso delimitar la reserva entre los ríos Manuripi-Orthon al norte y el río Madre de Dios al sur, con una superficie aproximada de 1.200.000 ha. El estudio recomendó mantener la categoría de manejo como “Reserva de Vida Silvestre” y sugirió cambiar su denominación a “Reserva Nacional de Vida Silvestre Amazónica Manuripi”. Luego, en julio de 1999, el Servicio Nacional de Áreas Protegidas (SERNAP) inició oficialmente la gestión administrativa y técnica de la reserva, casi 26 años después de su creación. Esta decisión se basó en la recomendación preliminar del PLUS del departamento de Pando y dio lugar al trámite del decreto correspondiente para redefinir tanto el nombre como los límites del área protegida. El proceso se extendió por más de un año y concluyó en septiembre de 2000 con la promulgación del Decreto Supremo N.º 25906, mediante el cual se modificó el nombre de la reserva y se redujo su extensión a aproximadamente 747.000 ha.
El 17 de diciembre de 2001 se suscribió el convenio E01 TC32 entre el Fondo Mundial para la Naturaleza (WWF) - Bolivia y la organización HERENCIA, con el objetivo de apoyar la formulación del Plan de Manejo de la Reserva Nacional de Vida Silvestre Amazónica Manuripi. Posteriormente, el 1 de octubre de 2002, se firmó una enmienda al convenio inicial para extender el plazo del proyecto, del 30 de septiembre al 31 de octubre del mismo año. En noviembre de 2002, HERENCIA presentó su propuesta de Plan de Manejo, la cual fue revisada por el SERNAP, que remitió sus observaciones en mayo de 2003.
Entre marzo y abril de 2004, tras una reunión de revisión general, se solicitó a HERENCIA ajustar el contenido del documento conforme a los lineamientos establecidos en la “Guía para la elaboración de planes de manejo para áreas protegidas en Bolivia”, elaborada en 2002 por el proyecto Manejo de Áreas Protegidas y Zonas Externas de Amortiguación (MAPZA). Luego, en 2008, como respuesta a la demanda de las comunidades locales y con el propósito de cumplir los objetivos establecidos por el SERNAP, se conformó el primer Comité de Gestión de la reserva. Este comité solicitó formalmente la elaboración del Plan de Manejo del área protegida.

## Objetivos

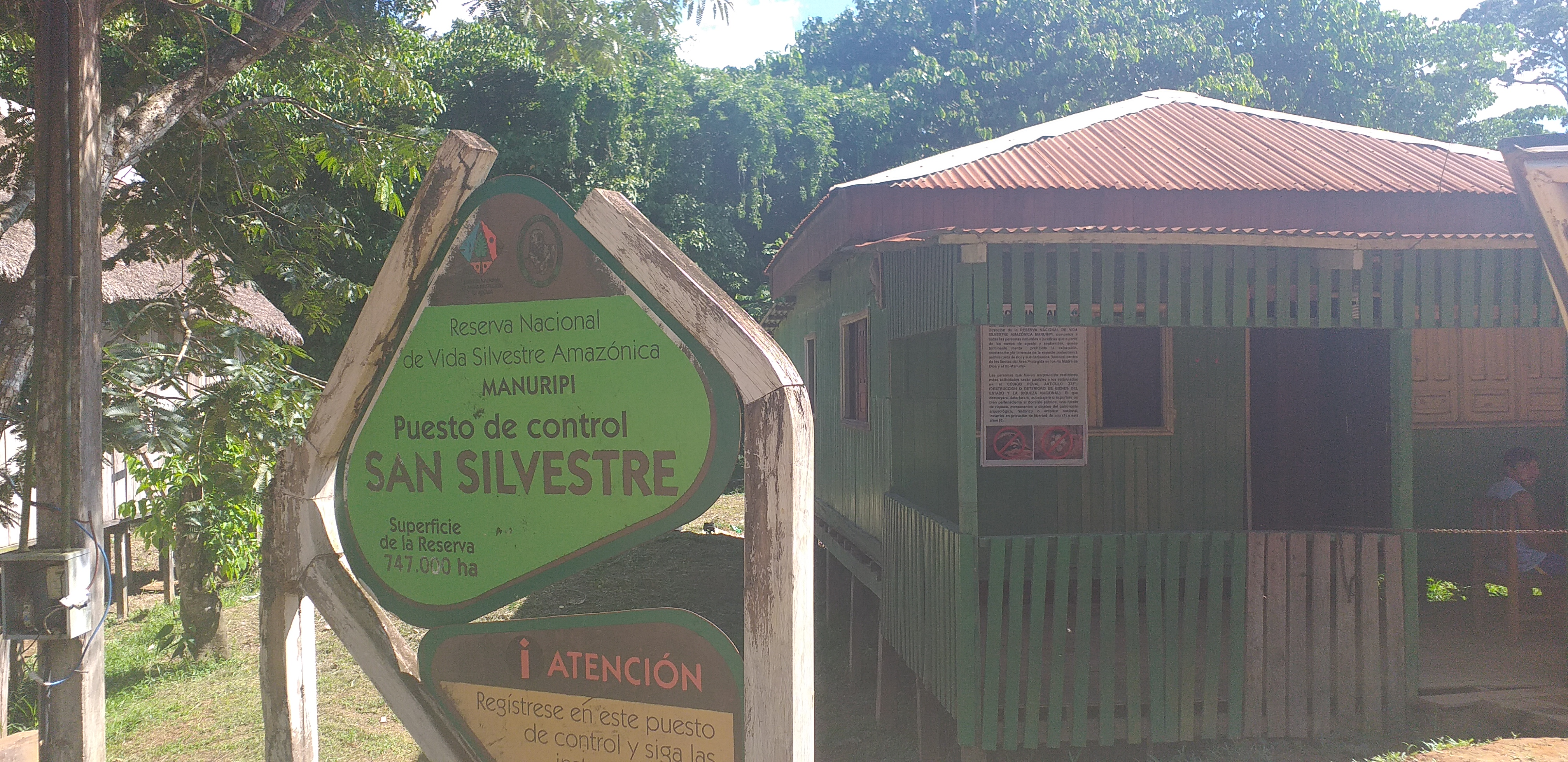
Puesto de control San Silvestre en la reserva nacional Manuripi.

Esta reserva fue creada con el fin de proteger la zona más representativa de los bosques amazónicos, que contienen un alto valor por su riqueza de especies y diversidad, así como sus valiosos recursos naturales. Los objetivos de su creación según el Decreto n.º 25906 del 22 de septiembre del 2000 son:
- Proteger con carácter permanente el ecosistema del bosque tropical húmedo amazónico, recursos genéticos y especies de importancia para la conservación
- Velar el mantenimiento de los procesos ecológicos y evolutivos del ecosistema del bosque húmedo tropical amazónico.
- Proteger las cuencas hidrográficas y las especies de flora y fauna
- Promover el aprovechamiento integral y sostenible de recursos silvestres, con base en un manejo que garantice su productividad a largo plazo, que mejore las condiciones de vida de la población local y contribuya al desarrollo del departamento de Pando
- Contribuir al desarrollo local y regional a través de actividades de ecoturismo, recreación en la naturaleza y educación ambiental que mejoren la calidad de vida de la población local
- Promover la investigación científica, en particular sobre los recursos renovables

## Geografía

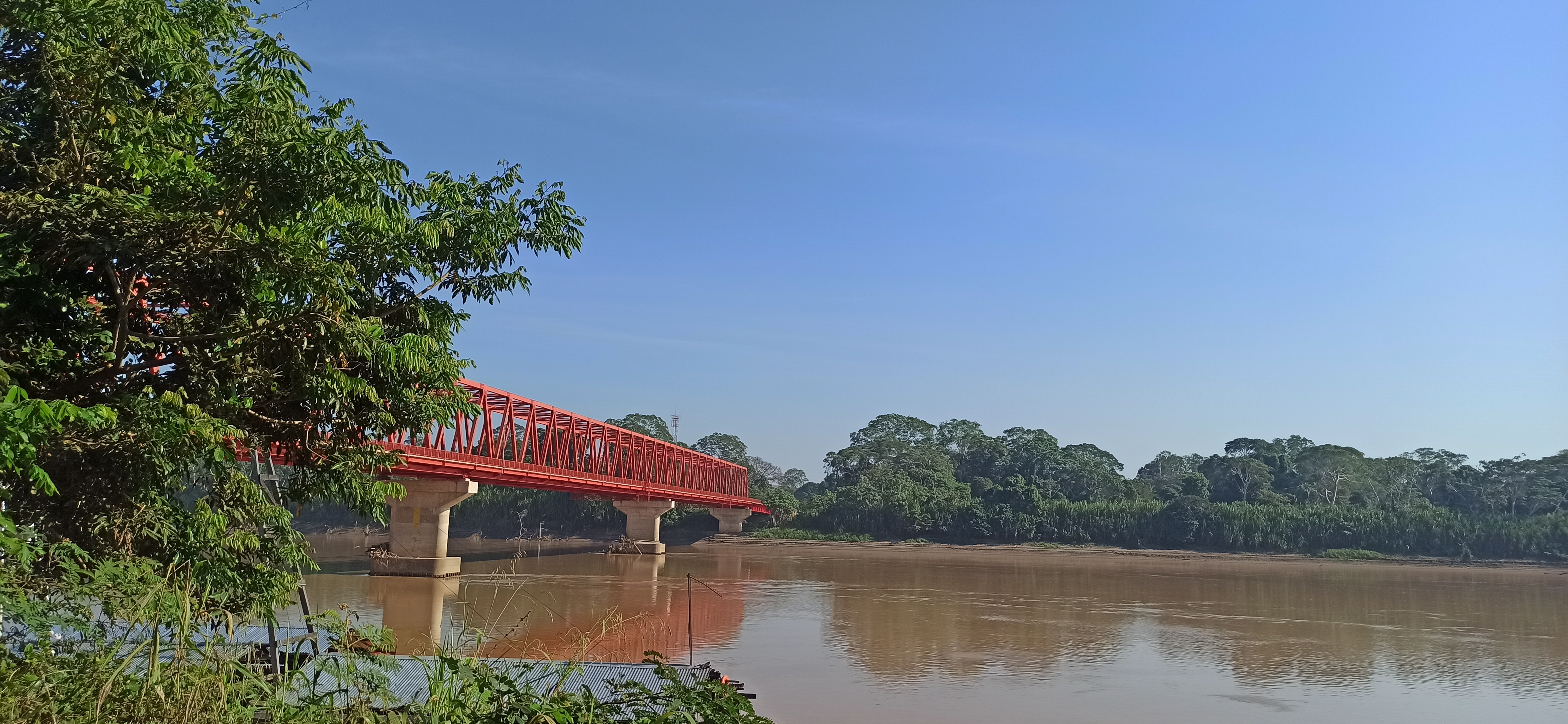
Vista del puente sobre el Madre de Dios, que forma parte de la Ruta 13 que atraviesa la parte oriental de la reserva.

La Reserva Manuripi, de acuerdo a su decreto de creación (Bolivia, 2000 – 25096) tiene una superficie de 747,000 ha según Decreto Supremo N.º 25906 definida por los siguientes límites:
- Al oeste: Desde el río Madre de Dios en el límite internacional Perú - Bolivia (hito 28 Madre de Dios), siguiendo este límite fronterizo hasta las cabeceras del río Manuripi (hito 32 Manuripi).
- Al norte: Desde las cabeceras del río Manuripi, en el límite internacional Perú - Bolivia (hito 32 Manuripi), siguiendo su curso aguas abajo hasta el punto UTM 652412.95 - 8753324.00 (Barraca Bolívar).
- Al este: Desde el punto UTM 652412.95 - 8753324.00, siguiendo el camino de herradura que conduce a Sabape hasta el punto UTM 65483.66 - 874631.60 en la naciente del río Negro, continuando el curso de este río hasta su confluencia con el río Madre de Dios.
- Al sur: Desde la confluencia del río Madre de Dios con el río Negro, siguiendo el curso del río Madre de Dios aguas arriba hasta la frontera con el Perú (hito 28, Madre de Dios).

## Clima y temperatura

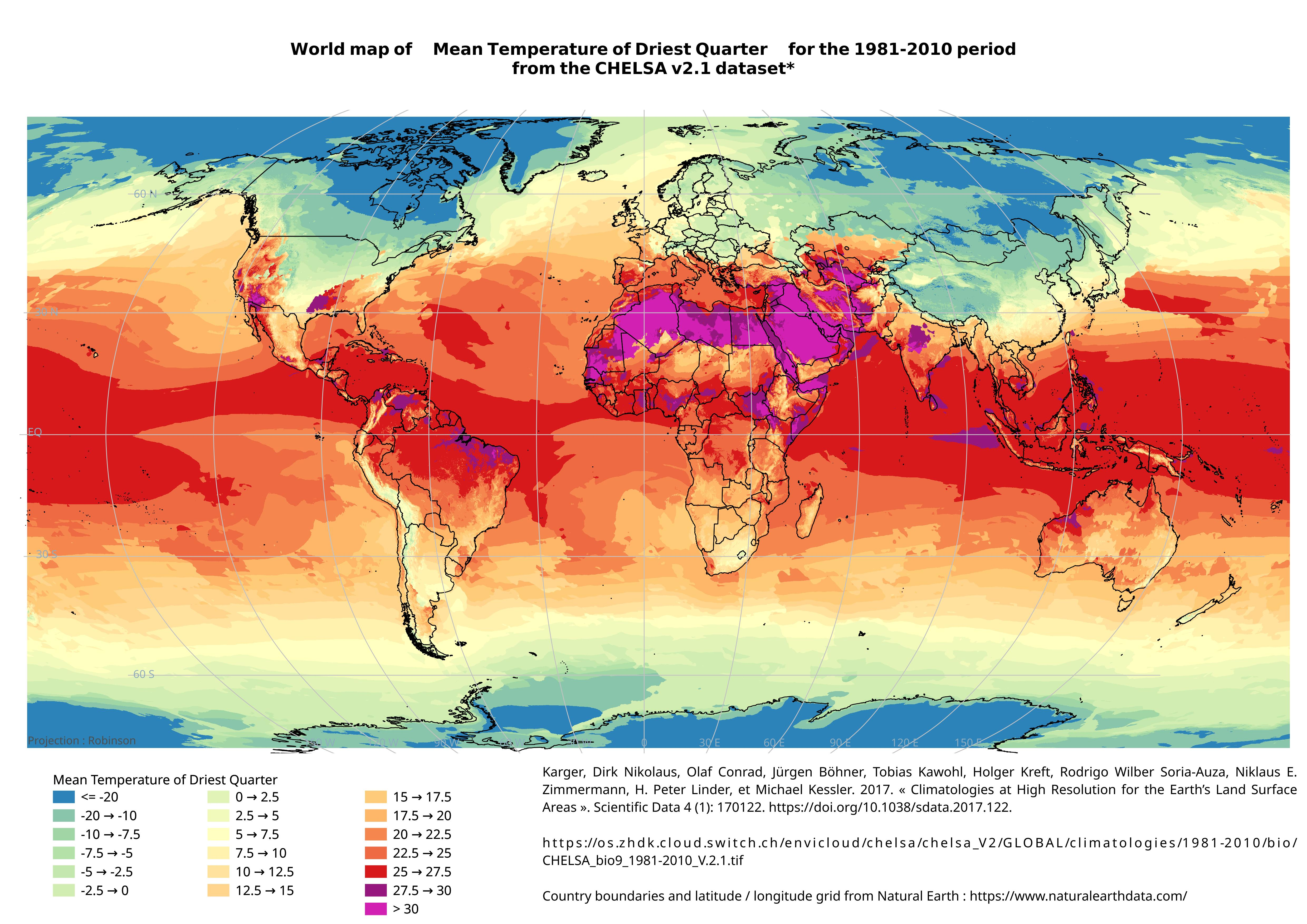

El clima que corresponde a esta región es el tropical húmedo y cálido estacional. La temperatura media es de 26.2 °C al sureste y de 24.9 °C al noreste, las máximas medias llegan a 31 °C. En los meses de invierno se presentan frentes fríos o "surazos“.</ref> La precipitación pluvial media varía de 1.815 al E a 2.500 mm anuales al O, con bajas precipitaciones en los meses de invierno.

## Hidrografía
La red hidrográfica de la zona de la reserva como todos los ríos del departamento de Pando pertenecen a la cuenca del Río Amazonas. Tiene como sus cursos principales a los ríos Madre de Dios, Manuripi y en el área de influencia el río Orthon . 
En general las cuencas de este sistema tienen densidades de drenaje medio. El río Manuripi en la zona recibe el aporte de los arroyos entre los que destacan Arroyo Malecón, Bay, Florida y Tulapa. La cuenca del río Madre de Dios, limita al norte con las cuencas del río Manuripi y Orthon y al sur con la cuenca del río Beni.

## Fauna

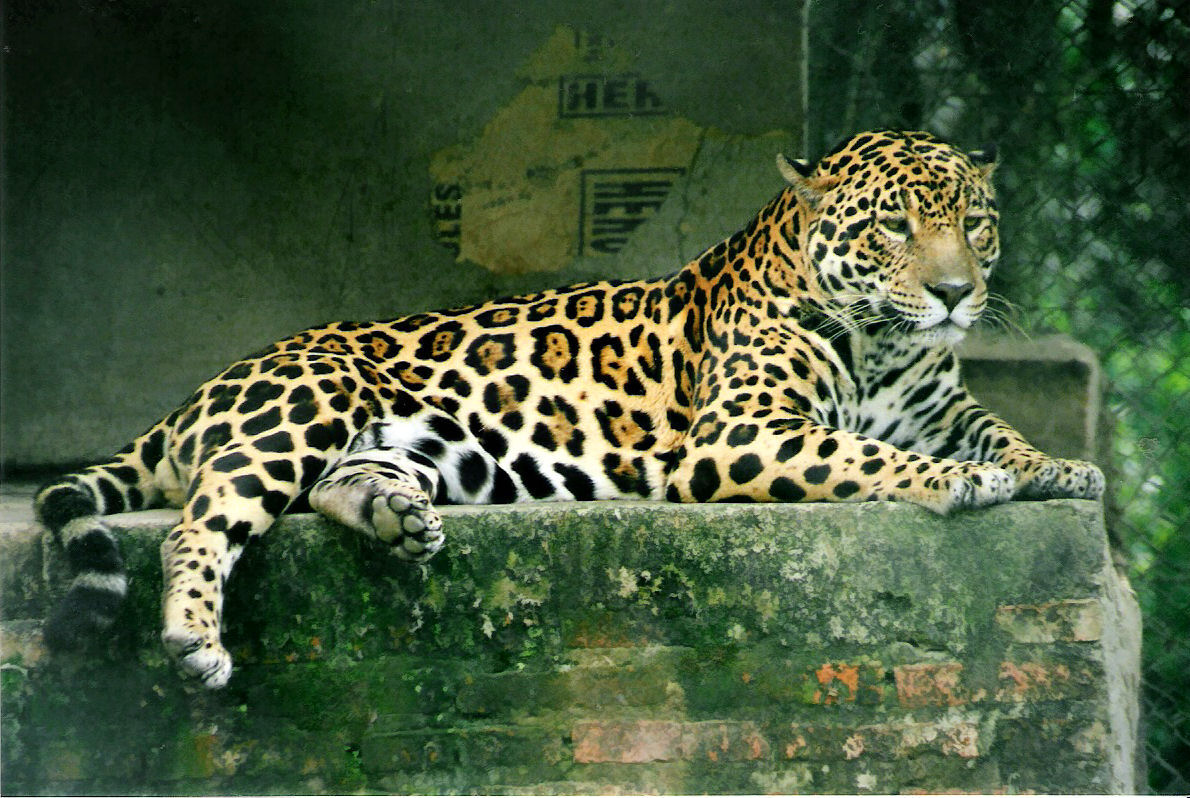
jaguar (Panthera onca),

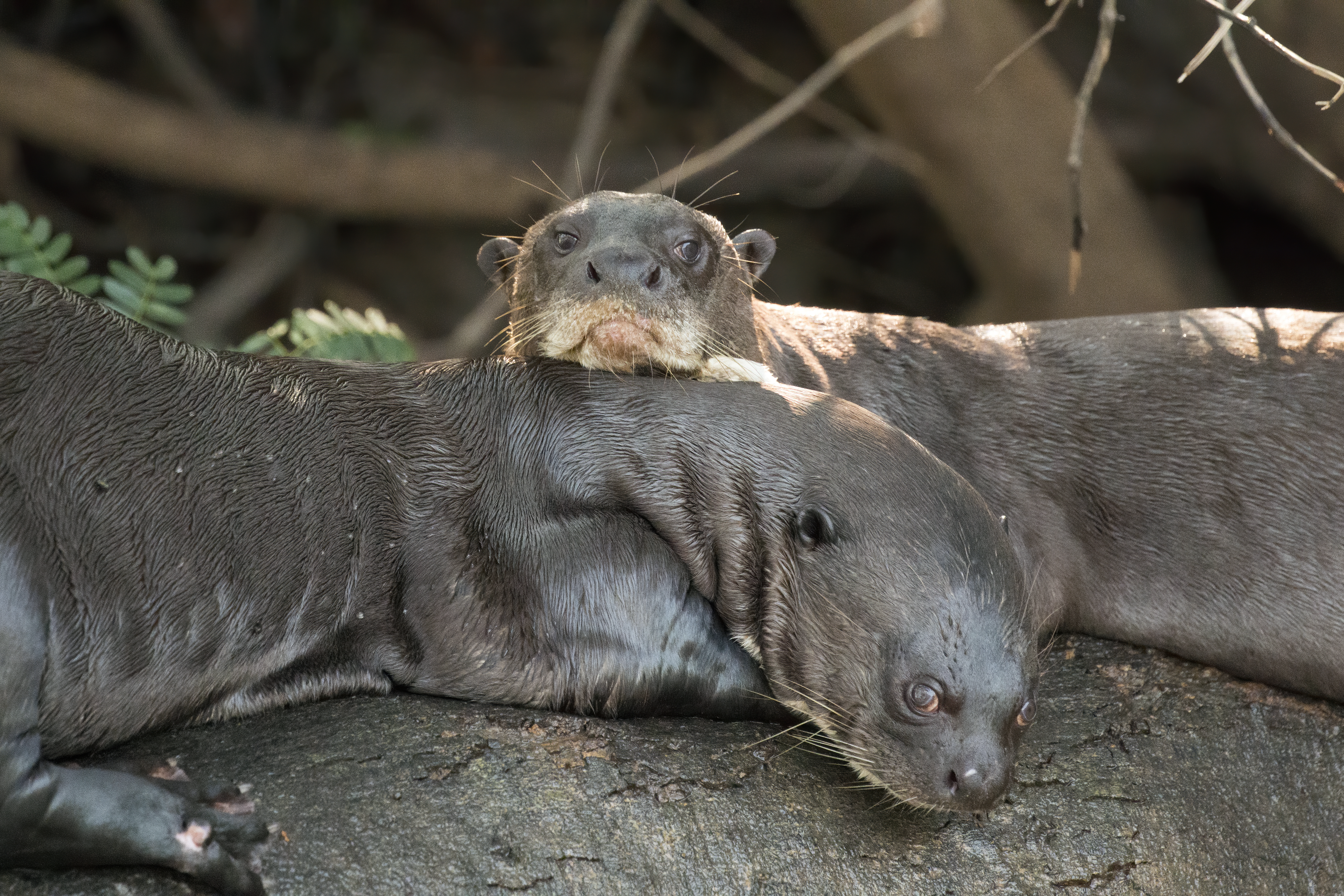
Pteronura brasiliensis

La fauna es diversa y típica de la región amazónica. El número potencial para mamíferos es de 176, de los cuales 80 se han registrado y 56 corresponden por su rango de distribución. 414 especies de aves identificadas y su número puede aumentar. 28 especies de reptiles y se tienen datos de la existencia de 60 especies para la Reserva. 46 especies de anfibios y 237 especies de peces registradas. Entre la fauna representativa se encuentra el jaguar (Panthera onca), puma (Felis concolor), tigresillo (Felis pardalis), gato montés (Felis wiedii),  zorro (Atelocynus microtis), lobito de río (Pteronura brasiliensis), pejichi (Priodontes maximus), anta (Tapirus terrestris), tamandua (Tamandua tetradactyla), chancho de tropa (Tayassu pecari), chancho de monte (Tayassu tajacu), jochi (Dasyprocta punctata), jochi pintado (Agouti paca), huaso (Mazama americana), hurina (M. gouazoubira), caimán negro (Melanosuchus niger) . Entre los primates se encuentran el mono araña (Ateles paniscus), manechi (Alouatta seniculus), mono negro o chichilo (Callimico goeldii)  y primates callithricidos.

## Flora

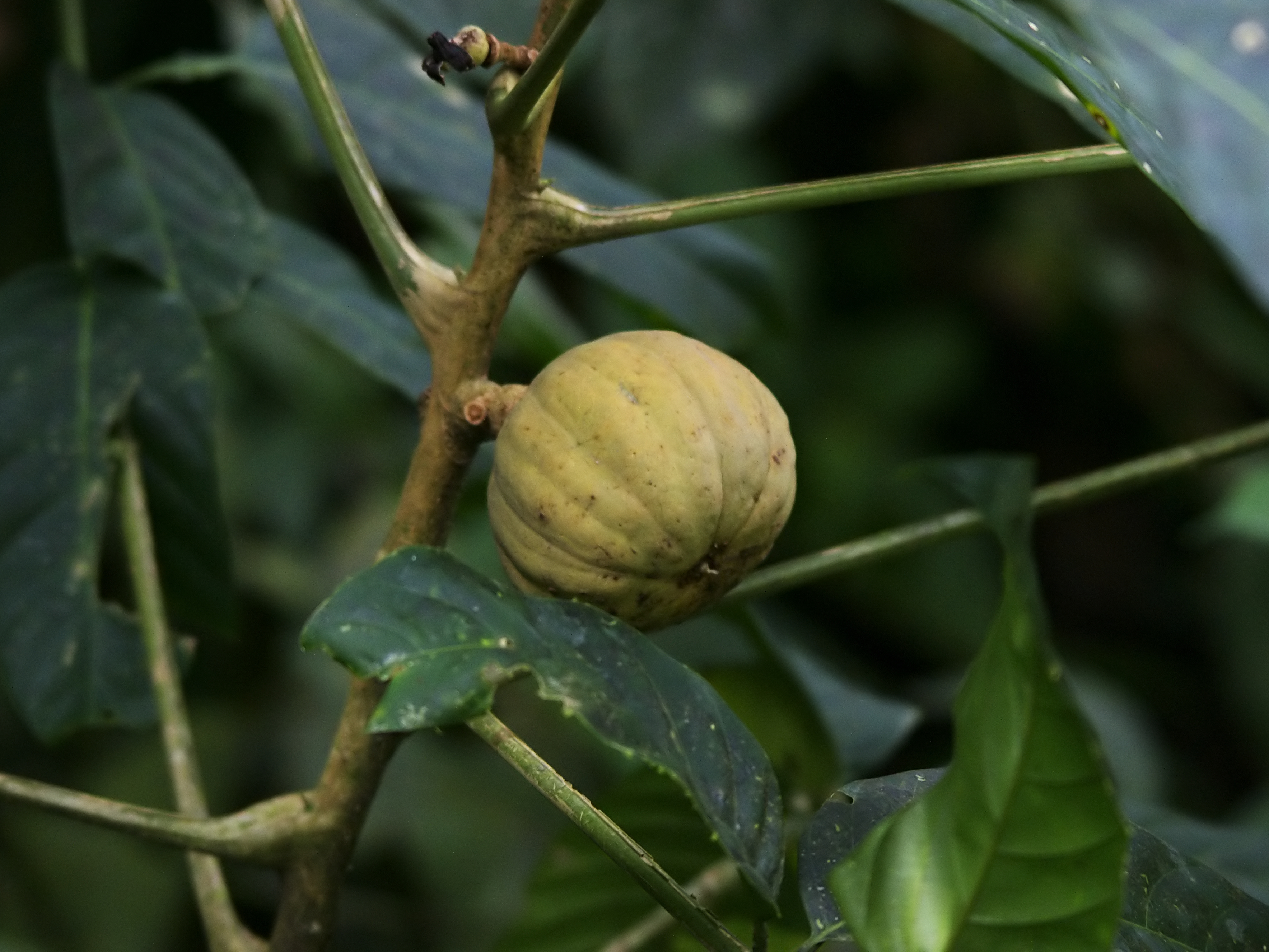
Ochoó (Hura crepitans).

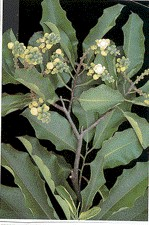
La castaña (Bertholletia excelsa).

La flora corresponde al ecosistema de bosque tropical húmedo amazónico. Presenta dos unidades de Grandes Formaciones Vegetales: bosques de tierra firme y bosques de llanuras aluviales, los que a su vez presentan cuatro grandes grupos estructurales: bosque bajo sin emergentes, bosque bajo con emergentes, bosque medio y bosque alto. Comprendidos en estos cuatro grupos estructurales se encuentran 11 tipos de comunidades vegetales. Son característicos de los bosques de tierra firme la castaña (Bertholletia excelsa), el isigigo (Tetragastris altissima), el pacay (Inga ingoides), ochoó (Hura crepitans), arrayán (Eugenia florida), mapajo (Ceiba pentandra), almendrillo amarillo (Apuleia leiocarpa), coquino (Pouteria macrophylla), goma (Hevea brasiliensis) , toco (Parkia pendula), mara macho (Cedrelinga catenaeformis) , miso amarillo (Couratari guianensis) y Hymenolobium excelsum, Glycydendrum amazonicum, Chaunochiton kappleri. Entre las palmas se encuentran: la palma real (Mauritia flexuosa), varias especies de chonta (Astrocaryum sp.), el majo (Jessenia bataua), el marfil vegetal (Phytelephas macrocarpa), motacú (Scheelea princeps), el asaí (Euterpe precatoria) que se encuentra amenazado por la explotación comercial del palmito, también se destacan palmares de Mauritia flexuosa.

## Turismo
La laguna Bay es un depósito de aguas cristalinas, se aprecian muy bien las orquídeas, plantas acuáticas, aves, lagartos y otros animales silvestres. También tienen una alta y diversa población de fauna marina. Entre los meses de agosto y noviembre pueden observarse cardúmenes de peces desde las embarcaciones.
Otra posibilidad para visitar es Alta Gracia que son aguas abajo del río Manuripi, rodeada de un paisaje singular presenta posibilidades de realizar turismo. 